# Euclid (nau espacial)
Euclid és un telescopi espacial i missió de classe mitjana o tipus M del programa Cosmic Vision 2020-2025' de l'Agència Espacial Europea (ESA) en col·laboració amb la NASA,que va ser llançat el dia 1 de juliol de 2023 i va començar a enviar les primeres imatges el 8 de novembre del mateix any. L'objectiu és registrar la distribució en gran escala de la matèria fosca i les propietats que caracteritzen l'energia fosca. Porta el nom d'un matemàtic de l'Antiga Grècia anomenat Euclides d'Alexandria, el "Pare de la Geometria".
El sondeig cobreix 15.000 graus quadrats (i també té un sondeig de 40 graus quadrat en profunditat), aproximadament la meitat de tot el cel (no cobert per la Via Làctia).
A part de la missió primària en cosmologia, l'Euclid a més, podrà realitzar més programes científics. Un programa proposat és un sondeig d'exoplanetes freds de baixa massa detectats a través de les seves signatures de microlent gravitatòria.
Euclid és un telescopi de tres miralls de tipus Korsch d'1,2 metres d'una distància focal de 24,5 metres. Els telescopis de tipus Korsch són sistemes òptics que s'utilitzen sovint en telescopis espacials i satèl·lits d'observació de la Terra. Un telescopi Korsch consta de tres miralls i un pla d'imatge. El telescopi té dos instruments de mesura: 
- VIS: un conjunt de sensors CCD sensibles a la llum visible per mesurar l'efecte de lent gravitacional a galàxies.[8]
- NISP: un fotòmetre d'infraroig proper mesura la brillantor de les galàxies en tres bandes (Y, J, H) per mesurar el desplaçament al roig amb alta precisió.[9]

Euclid observarà fins a dos mil milions de galàxies que ocupen més d'un terç del cel amb l'objectiu d'una millor comprensió del contingut de l'univers.